# Койнийок
Койнийок — река в России на Кольском полуострове, течёт по территории Ловозерского района Мурманской области. Устье реки находится на высоте 180 м над уровнем моря в 391 км по правому берегу реки Поной. Длина реки — 21 км, площадь водосборного бассейна — 98,3 км².

## Данные водного реестра
По данным государственного водного реестра России относится к Баренцево-Беломорскому бассейновому округу, водохозяйственный участок реки — река Поной. Речной бассейн реки — бассейны рек Кольского полуострова и Карелии, впадает в Белое море.